# Nerisyrenia linearifolia
Nerisyrenia linearifolia är en korsblommig växtart som först beskrevs av Sereno Watson, och fick sitt nu gällande namn av Edward Lee Greene. Nerisyrenia linearifolia ingår i släktet Nerisyrenia och familjen korsblommiga växter.

## Underarter
Arten delas in i följande underarter:
- N. l. linearifolia
- N. l. mexicana